# Dymasius bicuspis
Dymasius bicuspis là một loài bọ cánh cứng trong họ Cerambycidae.